# Scatella obsoleta
Scatella obsoleta är en tvåvingeart som beskrevs av Friedrich Hermann Loew 1861. Scatella obsoleta ingår i släktet Scatella och familjen vattenflugor. Arten är reproducerande i Sverige. Inga underarter finns listade i Catalogue of Life.